# Har Asa
Har Asa (hebrejsky: הר אסא) je vrch o nadmořské výšce cca 500 metrů v jižním Izraeli, v pohoří Harej Ejlat.
Nachází se cca 5 kilometrů severozápadně od centra města Ejlat a cca 3 kilometry východně od mezistátní hranice mezi Izraelem a Egyptem. Má podobu výrazného odlesněného skalního vrcholu, který tvoří součást širšího masivu hory Har Šlomo, jejíž vrchol se rozkládá severně odtud. Severozápadní okraj hory Har Asa tvoří hluboké údolí, v němž se situována vojenská základna. Západně od vrchu prochází vádí Nachal Šlomo a podél něj silnice číslo 12. Na protější straně vádí se zvedá hora Har Jehošafat. Na jihovýchodě terén klesá do nevelké náhorní plošiny Ramat Jotam.